# Noc Kultury
Noc Kultury – lubelski festiwal kulturalny organizowany przez Warsztaty Kultury w Lublinie. Wydarzenie ma miejsce raz do roku, w pierwszą sobotnią noc w czerwcu w godzinach 19.00-2.00. Na jego program składa się kilkaset wydarzeń kulturalnych. Najczęściej odbywają się w przestrzeni publicznej – głównie na Starym Mieście w Lublinie.

## Opis festiwalu
Na program festiwalu składają się wydarzenia zgłaszane w wolnym naborze przez artystów, animatorów, instytucje kulturalne, organizacje pozarządowe, przedsiębiorców i mieszkańców oraz te produkowane specjalnie na Noc Kultury przez organizatora. Corocznie jest to kilkaset bezpłatnych propozycji z różnych dziedzin kultury. Mogą to być spektakle teatralne, koncerty, wystawy, projekcje filmowe, mappingi, warsztaty czy happeningi uliczne.
Wiele z nich odbywa się w nietypowych miejscach – w podwórkach i bramach kamienic, na dachach budynków czy na zamkniętych specjalnie dla ruchu kołowego ulicach w centrum miasta. Podczas Nocy Kultury otwarte są również lubelskie instytucje kulturalne, muzea, galerie sztuki, biblioteki i zabytki – na przykład Lubelska Trasa Podziemna lub podziemia browaru Perła.
Charakterystyczne dla Nocy Kultury są również instalacje artystyczne w przestrzeni publicznej, w dużej mierze wykorzystujące światło.
Znaczna część działań jest przygotowywana specjalnie na festiwal i po jego zakończeniu nie ma możliwości oglądania ich ponownie.

## Wybrane atrakcje z przeszłości

### Świeciuchy (2015) – Jarosław Koziara, Piękno Panie
150 kolorowych lampionów-sukien zawieszonych nad ul. Żmigród na całej długości to instalacja artystyczna, która przyśpieszyła decyzję Prezydenta Miasta Lublina o zamknięciu ulicy dla ruchu samochodowego.

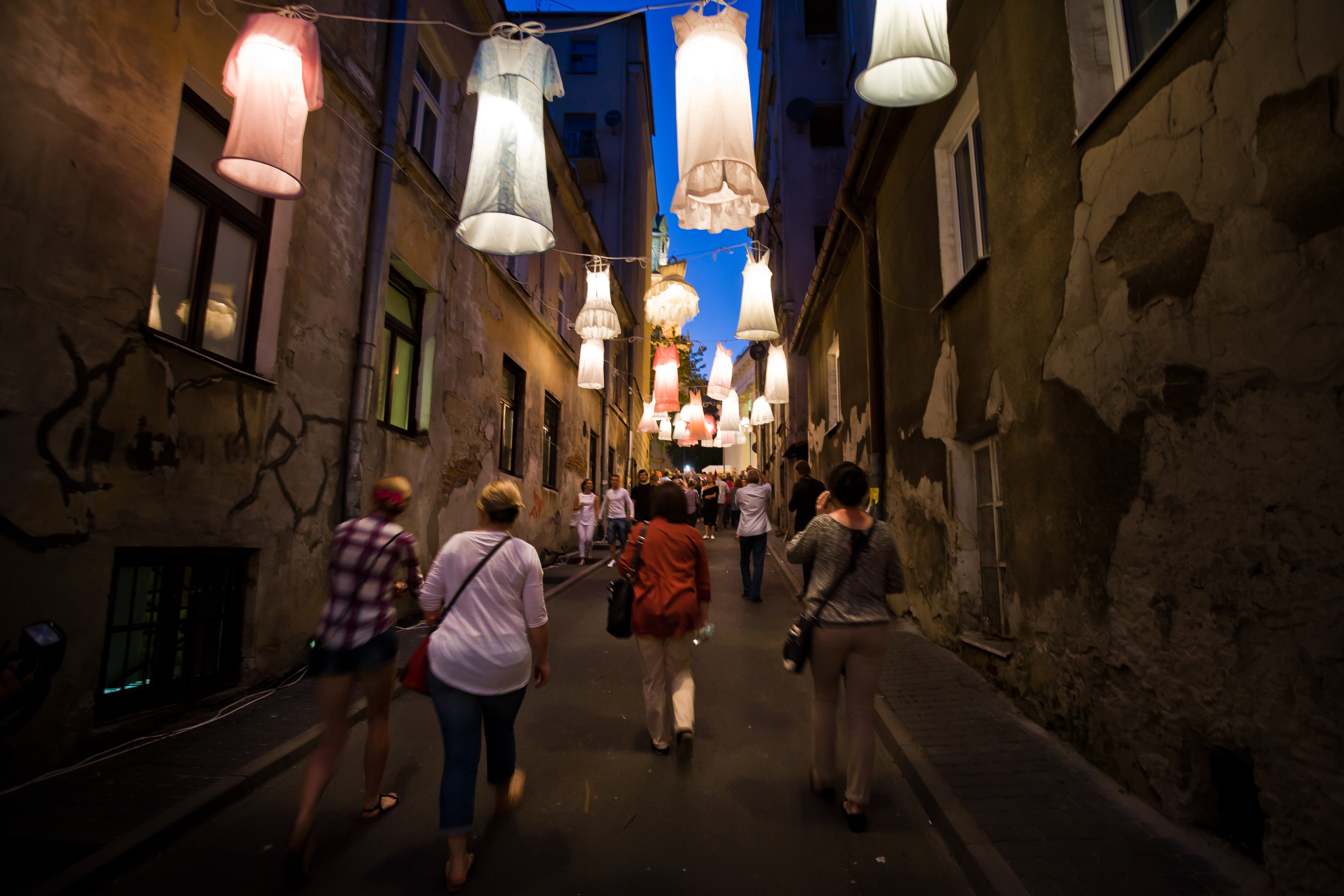
'

### RetroMania (2016) – praca zbiorowa
Publiczność odwiedzająca podczas Nocy Kultury ulicę Kowalską mogła poczuć się jak w latach 20/30 ubiegłego wieku. Zmienione zostały tam szyldy i wystawy sklepów, na ulicach pojawiły się zabytkowe motocykle i samochody a dzieci bawiły się na stuletniej, zabytkowej, wiktoriańskiej karuzeli. Do dziś na ul. Kowalskiej można oglądać szyldy, które właściciele zdecydowali się pozostawić po Nocy Kultury na stałe. A nieopodal, na jednej z głównych ulic, rozłożona została żywa zielona trawa – zamiast samochodów i trolejbusów powstało miejsce pikników i relaksu.

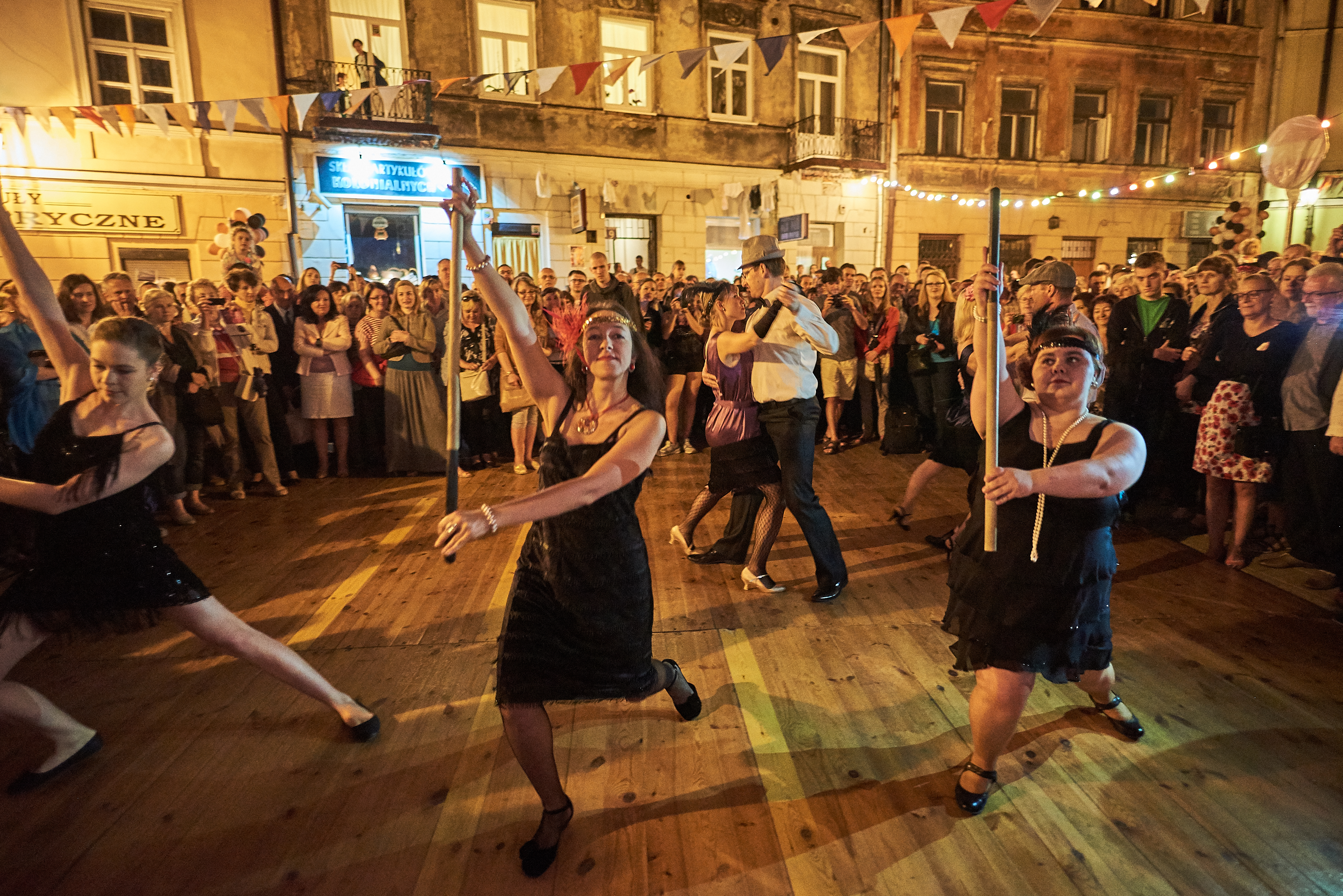
RetroMania (2016) praca zbiorowa '

### Stworzenie świata (2017) – praca zbiorowa
Celem festiwalu jest przywracanie miejsc na mentalne mapy miasta, dlatego organizatorzy postanowili zaprosić publiczność do spacerowania na okrągło – po jedynej ulicy w Lublinie, która jest okrągła. Ulica Furmańska to miejsce, które niesłusznie cieszy się złą sławą. Podczas Nocy Kultury zasiedliły ją olbrzymie ptaki i ryby – lampiony zaprojektowane i wykonane przez Francois Monneta i Isabel Barthelemy.

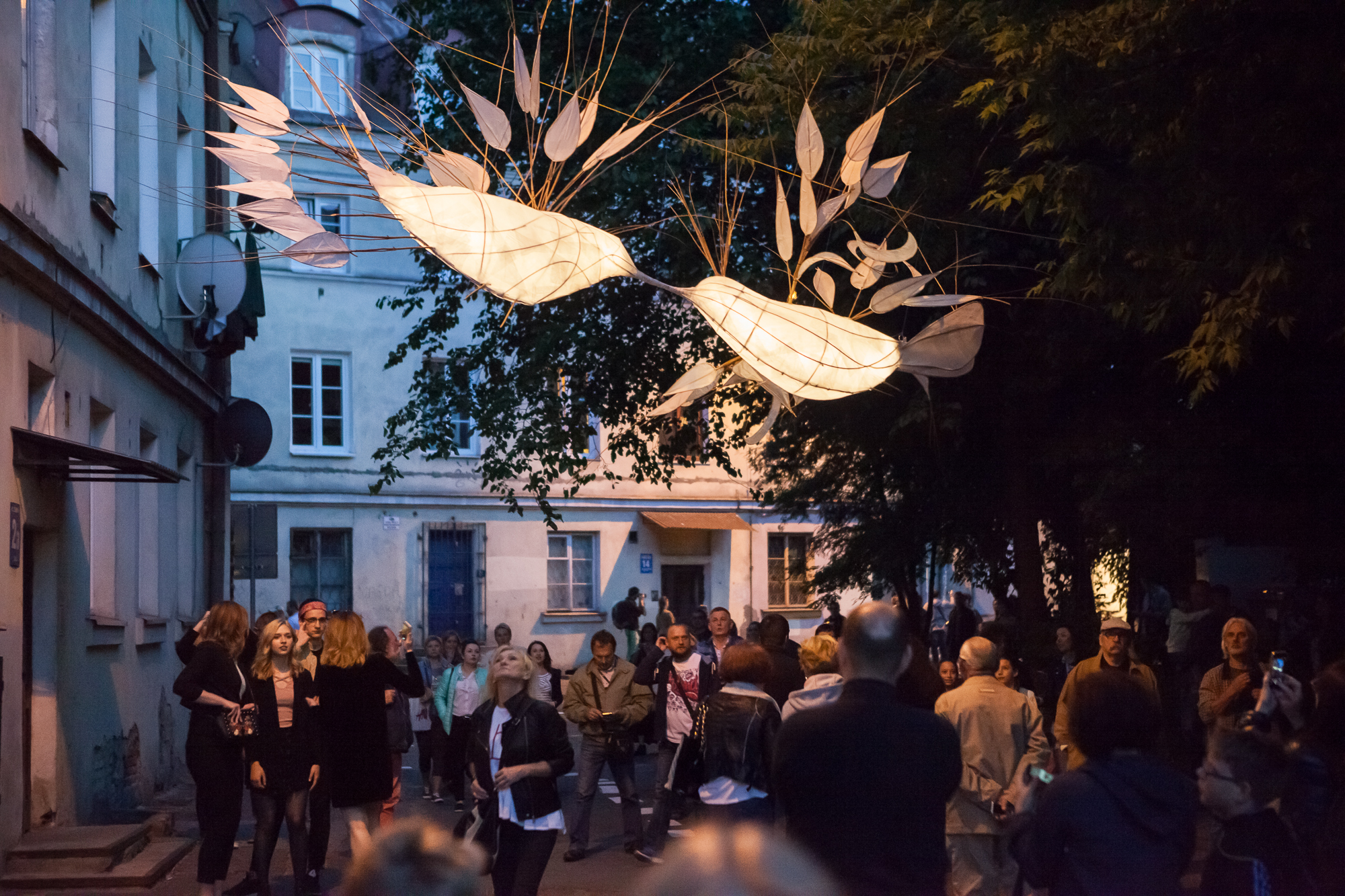
Stworzenie świata (2017) – praca zbiorowa '

### Wielka Przymiarka (2018) – praca zbiorowa
Na rzadko uczęszczanej ulicy Podwale podjęto próbę przypomnienia ulicy, która dawno zniknęła z mapy Lublina – Krawieckiej. Stworzona została tam kraina krawiectwa – idąc wzdłuż wielkiego centymetra na całej ulicy uczestnicy festiwalu spotkali wielkie nożyczki, wodospad z krawatów, orkiestrę grających maszyn do szycia. Wielką sympatią publiczności cieszyła się kudłata, różowa ściana z futra.

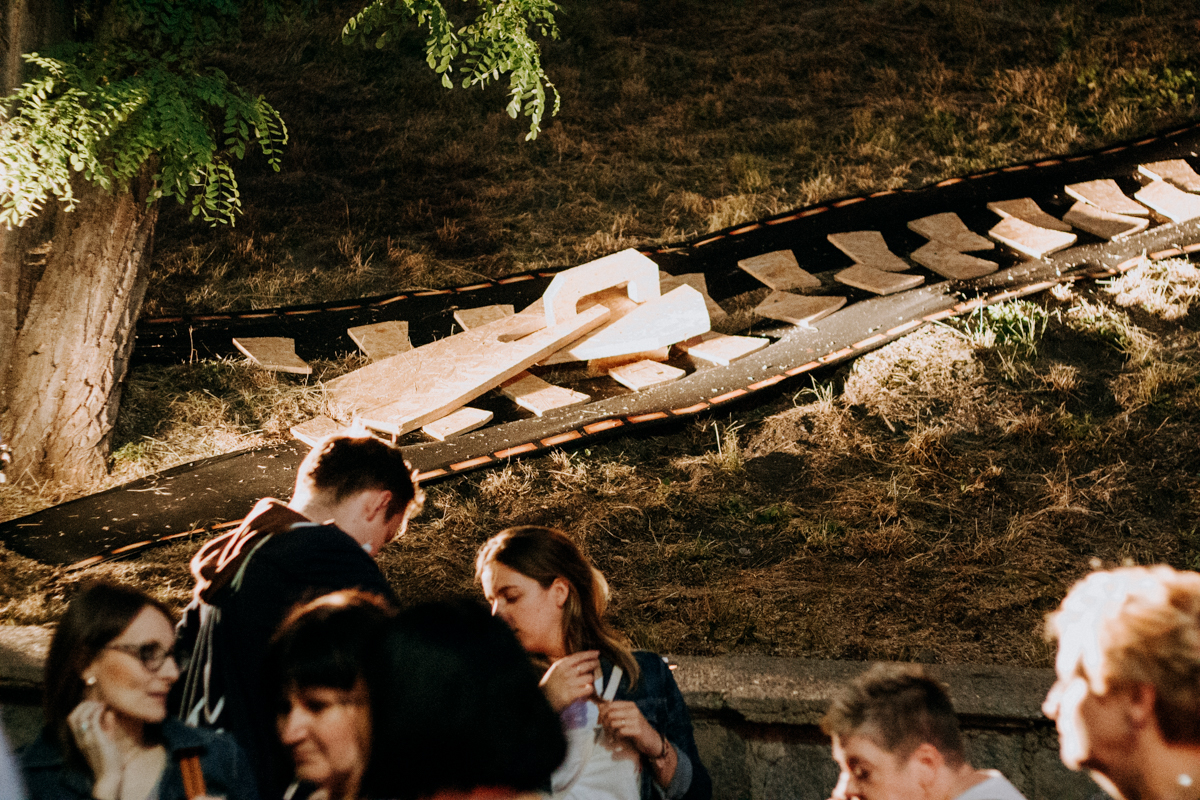
Wielka Przymiarka (2018) praca zbiorowa '

### Słowo daję (2019) – praca zbiorowa
Publiczność została zaproszona w świat słów, liter, książek, poezji i maszyn do pisania. Nad ul. Olejną zawisły wielkie lampiony – litery trzech alfabetów, które na przestrzeni wieków stanowiły o kulturze Lublina: łaciński, cyrylica oraz alfabet hebrajski. Maszyny do pisania grały przez całą noc swoimi metalowymi klawiszami, a poezję można było czytać na murach.

### Rybak z Rybnej (2021) – Bartłomiej Polak
Kamienicę Starego Miasta na Ulicy Rybnej można było podziwiać w jej dawnej świetności. Wiele osób nie wie, że lico elewacji zdobiła kiedyś dekoracja malarska autorstwa Władysława Filipiaka, obecnie prawie niewidoczna w świetle dziennym. Ale  w świetle nocnym wszystko staje się możliwe...

### Ożywione kadry (2022) – Bartłomiej Polak, Roman Krawczenko, Edward Hartwig (1909-2003)
Na ulicy Złotej zagościły czarno-białe fotografie. Tym razem na wystawie znalazły się zdjęcia zrobione przez samego mistrza, Edwarda Hartwiga, które udostępniła organizatorom Pani Ewa Hartwig-Fijałkowska. Fotografie wyświetlane były jako animacja komputerowa. Na drugim ekranie uczestnicy Festiwalu mogli oglądać z kolei zdjęcia Romana Krawczenki –  znanego i cenionego ambrotypisty fotografika. 

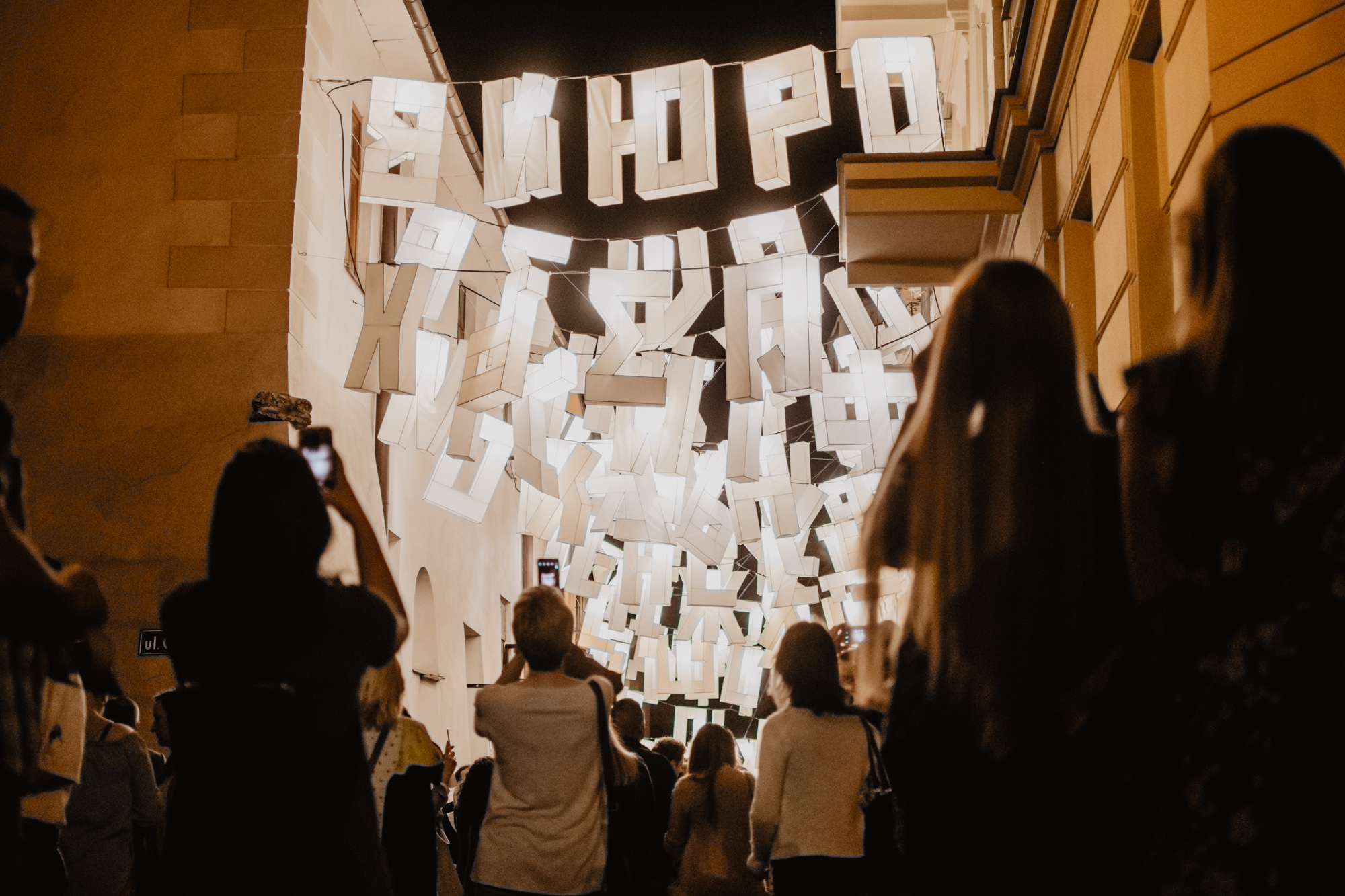
Miastoopowieść (2019) praca zbiorowa '

### Przyroda na placu Po Farze (2023) – praca zbiorowa
Plac Po Farze na tę jedną noc w roku przeszedł totalną metamorfozę, a wszystko za sprawą 520 m² żywej trawy rozłożonej we wnętrzu murów kościoła i drzewa, które stanęło w nawie głównej. Oprócz tego artyści plecionkarstwa odtworzyli część łuków dawnej budowli, interpretując od nowa zarysowane fundamenty. Ponadto znalazła się tam instalacja świetlna – „Pszczoła” – wykonana z metalu i materiału, która po zmierzchu zwracała uwagę ciepłym światłem. Z balkonu kamienicy na Grodzkiej 7 zwisała „Wisteria” – kojarzona z kulturą wschodu, gdzie oznacza szczęście, witalność, nowy początek oraz powitanie kogoś w nowym mieście, domu czy wyrażanie uczuć komuś wyjątkowemu.

## Historia festiwalu

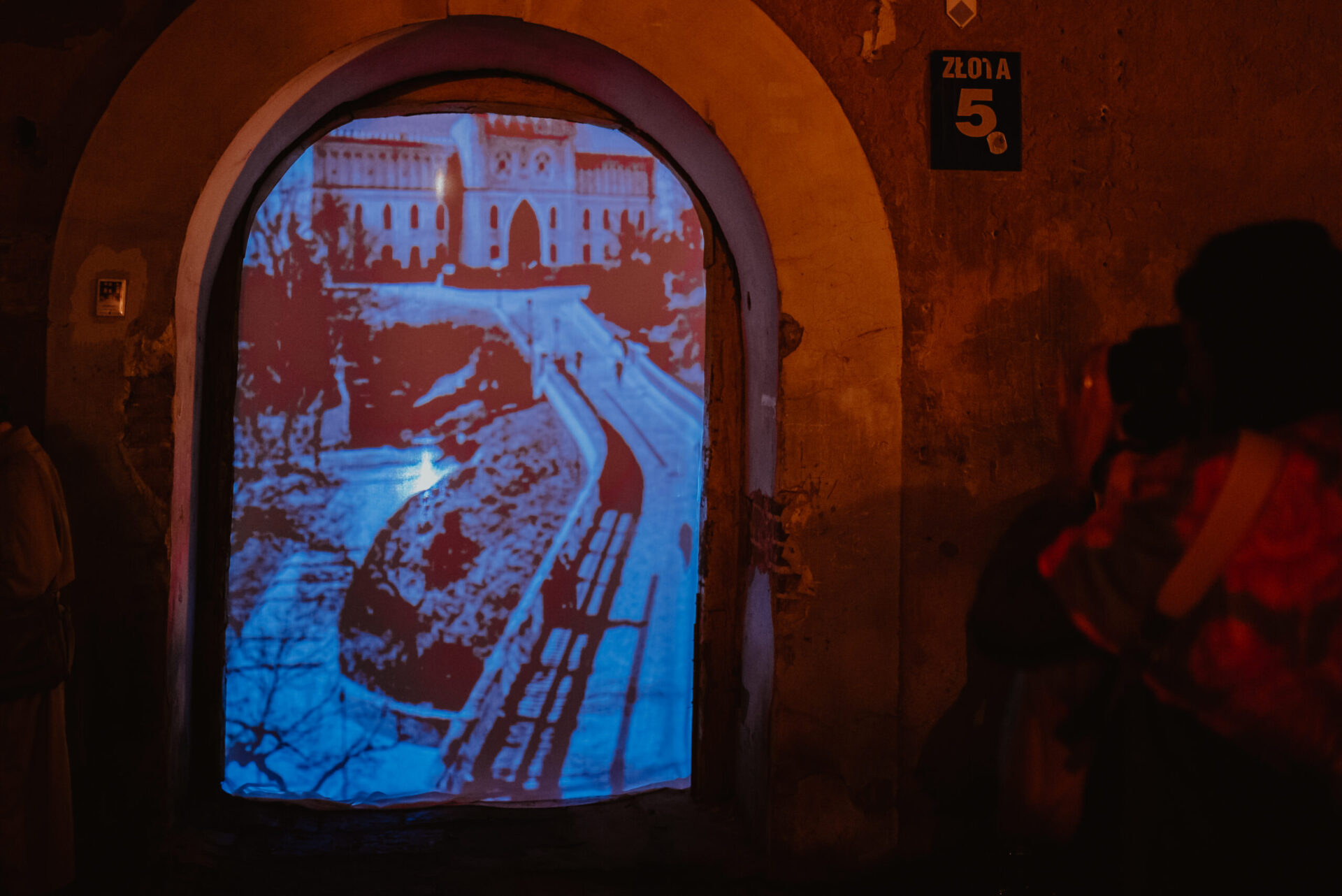

Noc Kultury to zbiorowy pomysł lubelskiego środowiska kulturalnego. Pierwsza edycja wydarzenia odbyła się 1/2 czerwca 2007, z inicjatywy środowisk twórczych Lublina. W jej organizację włączyły się niemal wszystkie instytucje kulturalne miasta i artyści. Pomysłodawcy Nocy Kultury określili ją jako manifestację kulturalną miasta. Każda z kolejnych edycji festiwalu odbywała się pod innym hasłem, które było jednocześnie motywem przewodnim wydarzenia.
- Neurony Miasta (2024)[1]
- Połącz Kropki (2023)[19]
- Sztuka Stosowana (2022)[20]
- MOC Kultury (2021)[21]
- Miastoczułość[potrzebny przypis] (2020 - odwołana)[22]
- Miastoopowieść (2019)[23]
- MiastoMomenTy (2018)[24][martwy link]
- miastoczasoprzestrzeń (2017)[25]
- Wyobraź sobie miasto… (2016)[26]
- Zobacz energie miasta (2015)[27][martwy link]
- Energie miasta (2014)[28]
- Poczuj energie miasta (2013)[29]
- Lublin – Brama Wschodu (2012)[30]
- Aplikacja ESK 2016 na żywo (2011)[31]
- Moc kultury (2010)[32]
- Człowiek w mieście miasto w człowieku (2009)[33]
- Manifestacja kultury miasta (2008)
- Manifestacja kultury Lublina (2007)

W 2007 roku podczas Nocy Kultury prezydent miasta oraz marszałek województwa podpisali Porozumienie dotyczące kandydowania miasta do tytułu Europejskiej Stolicy Kultury 2016.

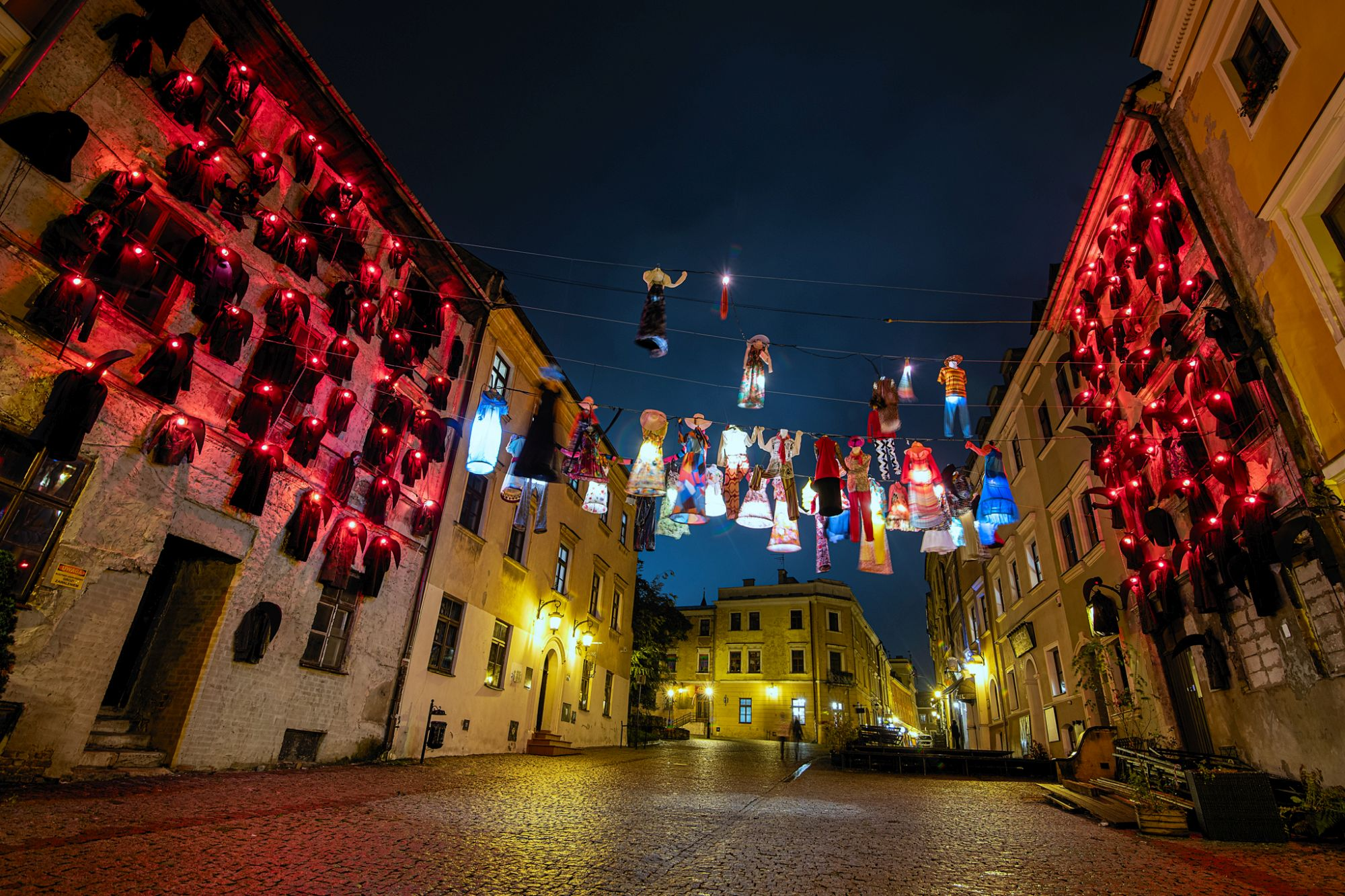
'

Noc Kultury 2020 – planowana na 6/7 czerwca Noc Kultury nie odbyła się z powodu pandemii SARS-CoV-2. Aby symbolicznie upamiętnić tę datę ogłoszony został konkurs Nocy Balkonów, którego rozstrzygnięcie miało się odbyć właśnie w nocy z 6 na 7 czerwca. Noc Kultury została przełożona na 9-11 października. Wprowadzona od 10 października w województwie lubelskim czerwona strefa spowodowała, że w ostatnim momencie ponownie odwołano Festiwal. Udało się jednak zaprezentować jedną z planowanych instalacji. „Walka postu z karnawałem” autorstwa Jarosława Koziary zawisła na trzy tygodnie pomiędzy dwiema kamienicami Starego Miasta

## Badania i raporty
W 2017 roku zostały przeprowadzone badania uczestników czterech największych plenerowych festiwali lubelskich, których organizatorem są Warsztaty Kultury. Wśród nich znajduje się też Noc Kultury. Na podstawie badań powstały m.in. następujące dokumenty:
- Wpływ lubelskich festiwali plenerowych na rozwój gospodarczy i społeczny miasta – raport (2017)
- Raport z badań ilościowych | NOC KULTURY (2017)
- Wnioski z jakościowej analizy danych wizualnych | Noc Kultury (2017)

W 2018 roku nastąpiła kontynuacja badań. Tym razem dotyczyły one tego jak uczestnicy Nocy Kultury doświadczają przestrzeni Lublina podczas festiwalu. Dokładny raport z badań:
- Wpływ Nocy Kultury na sposoby postrzegania i użytkowania przestrzeni miejskiej – raport (2018)

## Nagrody
- 2017 – Medal 700lecia Miasta Lublin dla Joanny Wawiórki-Kamienieckiej, koordynatora festiwalu[36];
- 2017 – Certyfikat Polskiej Organizacji Turystycznej[37];
- 2016 – Nominacja w konkursie Gazety Wyborczej „Strzały” za realizację na ulicy Kowalskiej[38];
- 2016 – Najlepszy Produkt Turystyczny Województwa Lubelskiego 2016[39];
- 2015-2016 – Certyfikat EFFE (Europe for Festivals, Festivals for Europe) – międzynarodowej platformy, jednoczącej istotne dla kultury europejskiej festiwale, wyróżniające się wysoką wartością artystyczną[36];
- 2009 – III miejsce w konkursie na Najlepszy Produkt Turystyczny[40];
- 2008 – VI miejsce w plebiscycie na wydarzenie roku 2008 organizowanym przez lubelskie media[36];
- 2007 – Grand Prix Kultury dla najlepszego wydarzenia kulturalnego roku, w plebiscycie organizowanym przez Gazetę Wyborczą[36]